# Enrico IV alla battaglia d'Ivry
Enrico IV alla battaglia d'Ivry è un dipinto di Peter Paul Rubens, a olio su tela (367x693 cm), realizzato nel 1627, su incarico della regina di Francia Maria de' Medici. 

## Storia e descrizione
Un ciclo sulla vita di Enrico IV di Francia doveva andare ad affiancare il celebre ciclo rubensiano sulla vita di Maria de' Medici, sua consorte (il ciclo di Maria de' Medici è oggi al Louvre ed è considerato una delle opere più significative della carriera del pittore fiammingo). Tuttavia questo progetto non venne mai portato a termine e, oltre a una serie di disegni e bozzetti preparatori, fu iniziata solo questa grande tela, che non venne mai portata a termine, sebbene si trovi a un avanzato stato di completamento, e analogamente la tela dell'Ingresso trionfale di Enrico IV a Parigi.
Nel 1687 entrambe furono acquistate dal granduca di Toscana Cosimo III de' Medici, per questo oggi si trova a Firenze, nella galleria degli Uffizi. Dalla fine del Settecento sono collocate nella sala della Niobe.